# Discografia di Lucio Battisti
La discografia di Lucio Battisti contiene i dischi pubblicati dal 1965 in poi. Comprende 20 album , 22 singoli e numerosi cofanetti e compilation.

## Album in studio
| Titolo                                                 | Data di pubblicazione | Etichetta                | Numero di catalogo | Formati                                  | Classifica annuale | Copie vendute                 |
| ------------------------------------------------------ | --------------------- | ------------------------ | ------------------ | ---------------------------------------- | ------------------ | ----------------------------- |
| Lucio Battisti                                         | 1969.03               | Ricordi                  | SMRL 6063          | LP, MC (1970), Stereo8 (1970), CD (1984) | 3                  |                               |
| Emozioni                                               | 1970.11               | Ricordi                  | SMRL 6079          | LP, Stereo8 (1971), MC (1977), CD (1989) | 4 (1971)           |                               |
| Amore e non amore                                      | 1971.07               | Ricordi                  | SMRL 6074          | LP, MC, Stereo8, CD (1989)               | 10                 | 300 000 ~ 500 000             |
| Lucio Battisti Vol. 4                                  | 1971                  | Ricordi                  | SMRL 6091          | LP, MC, Stereo8 (1972), CD (1989)        | 19 (1972)          |                               |
| Umanamente uomo: il sogno                              | 1972.04               | Numero Uno               | ZSLN 55060         | LP, MC, Stereo8, CD (1989)               | 2                  |                               |
| Il mio canto libero                                    | 1972.11               | Numero Uno               | DZSLN 55156        | LP, MC, Stereo8, CD (1989)               | 1 (1973)           | 450 000                       |
| Il nostro caro angelo                                  | 1973.09               | Numero Uno               | DZSLN 55660        | LP, MC, Stereo8, CD (1989)               | 2                  | 500 000                       |
| Anima latina                                           | 1974.12               | Numero Uno               | DZSLN 55675        | LP, MC, Stereo8, CD (1989)               | 8 (1975)           | 250 000                       |
| Lucio Battisti, la batteria, il contrabbasso, eccetera | 1976.02               | Numero Uno               | ZSLN 55685         | LP, MC, Stereo8, CD (1989)               | 3                  | 500 000                       |
| Io tu noi tutti                                        | 1977.03               | Numero Uno               | ZPLN 34006         | LP, MC, Stereo8, CD (1989)               | 2                  |                               |
| Images                                                 | 1977.09               | RCA                      | PL 11839           | LP, MC, Stereo8, CD (1995)               | 59                 | 50 000 ~ 60 000               |
| Una donna per amico                                    | 1978.10               | Numero Uno               | ZPLN 34036         | LP, MC, Stereo8, CD (1989)               | 4                  | 600 000 ~ 800 000 ~ 1 000 000 |
| Una giornata uggiosa                                   | 1980.02               | Numero Uno               | ZPLN 34084         | LP, MC, CD (1989)                        | 5                  | 300 000 ~ 500 000             |
| E già                                                  | 1982.09               | Numero Uno               | ZPLN 34182         | LP, MC, CD (1992)                        | 14                 | 300 000                       |
| Don Giovanni                                           | 1986.03               | Numero Uno               | PL 70991           | LP, MC, CD (1994)                        | 3                  | 250 000 ~ 350 000             |
| L'apparenza                                            | 1988.10               | Numero Uno               | PD 71850           | CD, LP, MC                               | 17                 | 200 000+                      |
| La sposa occidentale                                   | 1990.10               | CBS                      | 466727-2           | CD, LP, MC                               | 34                 | 400 000                       |
| Cosa succederà alla ragazza                            | 1992.10               | Columbia                 | 472328-2           | CD, LP, MC                               | 57                 | 100 000+                      |
| Hegel                                                  | 1994.09               | Numero Uno / BMG Ricordi | 74321 22916-2      | CD, MC, LP (1998)                        | 68                 | 60 000 ~ 150 000?             |

1. ↑  Cifra riferita al giro iniziale di distribuzione.
2. ↑  Cifre riferite solo al periodo della morte di Battisti (settembre 1998)
3. ↑  Cifra riferita al primo anno dopo la pubblicazione.
4. ↑  Cifra riferita al primo mese dopo la pubblicazione

## Singoli
Singolo juke box o copia promozionale
| Titolo                                           | Data di pubblicazione | Etichetta                | Numero di catalogo                      | Classifica annuale |
| ------------------------------------------------ | --------------------- | ------------------------ | --------------------------------------- | ------------------ |
| Dolce di giorno/Per una lira                     | 1966.07               | Ricordi                  | SRL 10430                               | –                  |
| Luisa Rossi/Era                                  | 1967.07               | Ricordi                  | SRL 10460                               | –                  |
| Prigioniero del mondo/Balla Linda                | 1968.04               | Ricordi                  | SRL 10495                               | 87                 |
| La mia canzone per Maria/Io vivrò (senza te)     | 1968.10               | Ricordi                  | SRL 10513                               | –                  |
| Un'avventura/Non è Francesca                     | 1969.01               | Ricordi                  | SRL 10529                               | 70                 |
| Acqua azzurra, acqua chiara/Dieci ragazze        | 1969.03               | Ricordi                  | SRL 10538                               | 19                 |
| Mi ritorni in mente/7 e 40                       | 1969.10               | Ricordi                  | SRL 10567                               | 11                 |
| Fiori rosa fiori di pesco/Il tempo di morire     | 1970.06               | Ricordi                  | SRL 10593                               | 10                 |
| Emozioni/Anna                                    | 1970.10               | Ricordi                  | SRL 10614                               | 6                  |
| Pensieri e parole/Insieme a te sto bene          | 1971.04               | Ricordi                  | SRL 10622                               | 1                  |
| Dio mio no/Era                                   | 1971.07               | Ricordi                  | SRL 10637                               | 38                 |
| Le tre verità/Supermarket                        | 1971.10               | Ricordi                  | SRL 10657                               | 64                 |
| La canzone del sole/Anche per te                 | 1971.11               | Numero Uno               | ZN 50132                                | 93 (1971) 7 (1972) |
| Elena no/Una                                     | 1972.03               | Ricordi                  | SRL 10666                               | 91                 |
| I giardini di marzo/Comunque bella               | 1972.04               | Numero Uno               | ZN 50144                                | 4                  |
| Io vorrei... non vorrei... ma se vuoi/Confusione | 1972.11               | Numero Uno               | JBZN 50267                              | –                  |
| Il mio canto libero/Confusione                   | 1972.11               | Numero Uno               | ZN 50267                                | 3 (1973)           |
| La collina dei ciliegi/Il nostro caro angelo     | 1973.09               | Numero Uno               | ZN 50316                                | 6                  |
| Ma è un canto brasileiro/Our Dear Angel          | 1973.09               | Numero Uno / IL          | JBZN 50322 (Numero Uno) JBNIL 9057 (IL) | –                  |
| Due mondi/Abbracciala abbracciali abbracciati    | 1974.12               | Numero Uno               | JBZN 50335                              | –                  |
| Ancora tu/Dove arriva quel cespuglio             | 1976.02               | Numero Uno               | ZN 50345                                | 1                  |
| Amarsi un po'/Sì, viaggiare                      | 1977.03               | Numero Uno               | ZBN 7004                                | 1                  |
| Una donna per amico/Nessun dolore                | 1978.10               | Numero Uno               | ZBN 7110                                | 2                  |
| Una giornata uggiosa/Con il nastro rosa          | 1980.02               | Numero Uno               | ZBN 7178                                | 17                 |
| E già/Straniero                                  | 1982.09               | Numero Uno               | ZBN 7287                                | 52                 |
| Potrebbe essere sera/I ritorni                   | 1990                  | CBS                      | 12 PRM 149                              | –                  |
| Ecco i negozi                                    | 1992                  | Columbia                 | 2 PRM 165                               | –                  |
| Almeno l'inizio                                  | 1994                  | Numero Uno / BMG Ricordi | 74321 24661-2                           | –                  |
| La bellezza riunita/Estetica                     | 1994                  | Numero Uno / BMG Ricordi | 74321 25434-2                           | –                  |

## Raccolte
| Titolo                                      | Anno | Etichetta                   | Numero di catalogo | Formati                                  | Classifica annuale |
| ------------------------------------------- | ---- | --------------------------- | ------------------ | ---------------------------------------- | ------------------ |
| Lucio Battisti Vol. 2                       | 1970 | Ricordi                     | RI-K 740.143       | MC, Stereo8 (1971), CD (2018), LP (2018) | –                  |
| Anna                                        | 1970 | Ricordi                     | RI-K 740.151       | MC, Stereo8 (1972)                       | –                  |
| Superbattisti                               | 1973 | Ricordi                     | AMRL 26120         | LP, MC, Stereo8 (1974), CD (1992)        | 77 (1974)          |
| Tutto Battisti                              | 1975 | Ricordi                     | AMRL 36177         | LP                                       | –                  |
| Il meglio di Lucio Battisti vol. 1          | 1976 | Numero Uno - serie Lineatre | ZNLN 33002         | LP, MC, Stereo8, CD (1990)               | –                  |
| Il meglio di Lucio Battisti vol. 2          | 1976 | Numero Uno - serie Lineatre | ZNLN 33003         | LP, MC, Stereo8, CD (1990)               | –                  |
| Il meglio di Lucio Battisti vol. 3          | 1978 | Numero Uno - serie Lineatre | ZNLN 33052         | LP, MC, Stereo8, CD (1990)               | –                  |
| Gli anni d'oro                              | 1979 | Ricordi                     | AORL 48353         | LP, MC, CD (1993)                        | –                  |
| Il meglio di Lucio Battisti vol. 4          | 1980 | Numero Uno - serie Lineatre | ZNLN 33161         | LP, MC, CD (1990)                        | –                  |
| Il meglio di Lucio Battisti vol. 5          | 1982 | Numero Uno - serie Lineatre | ZNLN 33191         | LP, MC, CD (1990)                        | –                  |
| Profili musicali                            | 1982 | Ricordi                     | SRIC 001           | LP, MC                                   | –                  |
| Profili musicali 2                          | 1982 | Ricordi                     | SRIC 021           | LP                                       | –                  |
| Greatest Hits                               | 1982 | Numero Uno                  | ZPLN 34162         | LP                                       | –                  |
| L'album di Lucio Battisti                   | 1982 | Numero Uno                  | ZMLN 33381         | LP, MC, CD (1990)                        | –                  |
| Il meglio di Lucio Battisti                 | 1984 | Ricordi                     | CDMRL 6315         | CD                                       | –                  |
| Sì, viaggiare... 1972, 1977                 | 1984 | RCA / Numero Uno            | PD 70434           | CD, MC (1985), LP (1990)                 | –                  |
| Sì, viaggiare... 1976, 1982                 | 1985 | RCA / Numero Uno            | PD 70741           | CD, MC (1986), LP (1990)                 | –                  |
| Lucio Battisti                              | 1985 | Ricordi                     | TSMRL 6326         | LP, MC, CD (1987)                        | 98                 |
| Lucio Battisti                              | 1985 | Ricordi                     | ACDOR 38734        | CD, MC, LP                               | –                  |
| Lucio Battisti                              | 1990 | Fonit Cetra / BMG Ariola    | ZD 74753           | CD, MC, LP                               | 82                 |
| All The Best                                | 1991 | Numero Uno / BMG Ariola     | PD 75190           | CD, MC, LP                               | –                  |
| I grandi successi                           | 1992 | Numero Uno / BMG Ricordi    | 74321 11420-2      | CD, MC                                   | –                  |
| Le origini                                  | 1992 | RTI Music                   | RTR 4100-2         | CD, MC, LP                               | 26                 |
| Grandi successi italiani, Lucio Battisti    | 1993 | Radiocorriere TV            | AR 2               | MC                                       | –                  |
| Le origini vol. 2                           | 1995 | RTI Music                   | RTR 0212-2         | CD, MC                                   | 131                |
| I grandi successi di Lucio Battisti vol. 1  | 1995 | BMG Ricordi Orizzonte       | 74321 36294-2      | CD, MC                                   | –                  |
| I grandi successi di Lucio Battisti vol. 2  | 1995 | BMG Ricordi Orizzonte       | 74321 36295-2      | CD, MC                                   | –                  |
| I grandi successi di Lucio Battisti vol. 3  | 1995 | BMG Ricordi Orizzonte       | 74321 30053-2      | CD, MC                                   | –                  |
| Battisti                                    | 1995 | Numero Uno / BMG Ricordi    | 74321 32753-2      | CD                                       | –                  |
| Sì, viaggiare... 1967, 1972                 | 1996 | BMG Ricordi                 | 74321 33907-2      | CD                                       | –                  |
| I singoli 1966-1972                         | 1996 | BMG Ricordi                 | 74321 37078-2      | CD                                       | –                  |
| I singoli 1971-1982                         | 1996 | Numero Uno / BMG Ricordi    | 74321 37999-2      | CD                                       | –                  |
| Pensieri, emozioni                          | 1996 | BMG Ricordi                 | 74321 42953-2      | CD, MC                                   | 16 (1998)          |
| Il meglio di Lucio Battisti vol. 4 (1997)   | 1997 | Numero Uno / BMG Ricordi    | 74321 51491-2      | CD, MC                                   | –                  |
| Il meglio di Lucio Battisti vol. 5 (1997)   | 1997 | Numero Uno / BMG Ricordi    | 74321 51492-2      | CD, MC                                   | –                  |
| Il meglio di Lucio Battisti vol. 6          | 1997 | Numero Uno / BMG Ricordi    | 74321 51493-2      | CD, MC                                   | –                  |
| Gli anni 70                                 | 1998 | BMG Ricordi                 | 74321 560284-2     | CD, MC                                   | 85                 |
| The Golden Revival vol. 1                   | 1998 | BMG Ricordi                 | 74321 564541       | LP                                       | –                  |
| I miti vol. 1, Lucio Battisti               | 1999 | BMG Ricordi                 | 74321 581972       | CD                                       | 75                 |
| Pensieri, emozioni 2                        | 1999 | BMG Ricordi                 | 74321 682822       | CD, MC                                   | 120                |
| Primo Piano                                 | 1999 | BMG Ricordi                 | 74321 688622       | CD                                       | –                  |
| Canzoni 1966-1972                           | 1999 | BMG Ricordi                 | 74321 695012       | CD                                       | –                  |
| I miti vol. 19, Lucio Battisti 2            | 2000 | BMG Ricordi                 | 74321 729782       | CD, MC                                   | –                  |
| Primo Piano vol. 2                          | 2000 | BMG Ricordi                 | 74321 759022       | CD, MC                                   | –                  |
| Le canzoni d'amore                          | 2000 | BMG Ricordi                 | 74321 782202       | CD, MC                                   | –                  |
| Pensieri, emozioni (2002)                   | 2002 | BMG Ricordi                 | 74321 926952       | CD, MC                                   | –                  |
| Pensieri, emozioni 2 (2002)                 | 2002 | BMG Ricordi                 | 74321 926962       | CD, MC                                   | –                  |
| Numeri 1, Lucio Battisti                    | 2003 | BMG Ricordi                 | 74321 986142       | CD, MC                                   | –                  |
| Le avventure di Lucio Battisti e Mogol      | 2004 | BMG Ricordi                 | 8287 6662802       | CD                                       | 11 (2005)          |
| Le avventure di Lucio Battisti e Mogol 2    | 2005 | Sony Music                  | 8287 6691452       | CD                                       | –                  |
| Ti amo                                      | 2006 | Sony Music                  | 8287 6854062       | CD                                       | –                  |
| Il cofanetto                                | 2006 | Sony Music                  | 8869 7001612       | CD                                       | –                  |
| Il nostro canto libero                      | 2007 | Sony Music / Rai Trade      | 8869 7200829       | CD                                       | 108                |
| I successi                                  | 2008 | Sony Music                  | 8869 7314192       | CD                                       | –                  |
| The Essential Lucio Battisti                | 2008 | Sony Music                  | 8869 7357612       | CD                                       | –                  |
| I capolavori di Battisti-Mogol              | 2009 | Sony Music                  | 8869 7599762       | CD                                       | –                  |
| La grande musica italiana, Lucio Battisti   | 2012 | Sony Music                  | 8869 1929972       | CD                                       | –                  |
| Lucio Battisti 70mo                         | 2013 | Sony Music                  | 8765488052         | CD                                       | 129                |
| Un'ora con Lucio Battisti                   | 2013 | Sony Music                  | 88725427902        | CD                                       | –                  |
| Note e non note vol. 1                      | 2013 | Sony Music                  | SIAE 13SC0034      | CD                                       | –                  |
| Note e non note vol. 2                      | 2013 | Sony Music                  | SIAE 13SC0035      | CD                                       | –                  |
| Note e non note vol. 3                      | 2013 | Sony Music                  | SIAE 13SC0036      | CD                                       | –                  |
| Note e non note vol. 4                      | 2013 | Sony Music                  | SIAE 13SC0037      | CD                                       | –                  |
| Note e non note vol. 5                      | 2013 | Sony Music                  | SIAE 13SC0038      | CD                                       | –                  |
| Note e non note vol. 6                      | 2013 | Sony Music                  | SIAE 13SC0039      | CD                                       | –                  |
| Note e non note vol. 7                      | 2013 | Sony Music                  | SIAE 13SC0040      | CD                                       | –                  |
| Note e non note vol. 8                      | 2013 | Sony Music                  | SIAE 13SC0041      | CD                                       | –                  |
| Note e non note vol. 9 - Comunque Battisti  | 2013 | Sony Music                  | SIAE 13SC0042      | CD                                       | –                  |
| Note e non note vol. 10 - Comunque Battisti | 2013 | Sony Music                  | SIAE 13SC0043      | CD                                       | –                  |
| Generazione cantautori, Lucio Battisti      | 2013 | Sony Music / RCA            | 8883742672         | CD                                       | –                  |
| Le 100 canzoni di Lucio Battisti            | 2014 | Sony Music / RCA            | 88843098182        | CD                                       | –                  |
| I grandi successi                           | 2015 | The Saifam Group            | COM 1369-2         | CD                                       | –                  |
| Masters                                     | 2017 | Sony Music / RCA            | 88985379332        | CD, LP                                   | 36                 |
| Tutto in 2 CD                               | 2017 | Sony Music / RCA            | 88985466712        | CD                                       | –                  |
| Masters vol. 2                              | 2019 | Sony Music / RCA            | 19075969232        | CD, LP                                   | –                  |
| Rarities                                    | 2020 | Sony Music / RCA            | 19439795942        | CD, LP                                   | –                  |

## Cofanetti
| Titolo                                       | Anno | Etichetta                                     | Numero di catalogo | Formati |
| -------------------------------------------- | ---- | --------------------------------------------- | ------------------ | ------- |
| I singoli                                    | 1993 | Numero Uno / BMG Ricordi                      | 74321 12698-2      | CD      |
| LB - Lucio Battisti                          | 1998 | BMG Ricordi                                   | CFD 01064          | CD, LP  |
| Lucio Battisti                               | 2000 | BMG Ricordi                                   | 74321 788322       | CD      |
| Golden Collection                            | 2002 | BMG Ricordi                                   | CFD 01104          | CD      |
| Pensieri, emozioni - Collection              | 2003 | BMG Ricordi                                   | CFD 01088          | CD      |
| Le avventure di Lucio Battisti e Mogol 1 & 2 | 2006 | Sony Music                                    | BM 06 01/06        | CD      |
| Tutto                                        | 2007 | Sony Music                                    | LB 07 01/19        | CD      |
| Gli album originali                          | 2009 | Sony Music                                    | 8869 7492602       | CD      |
| Mogol Edition                                | 2010 | Sony Music                                    | BM 10 01/12        | CD      |
| Con il nastro d'oro                          | 2011 | Sony Music                                    | 8869 7830051       | LP      |
| Limited Edition                              | 2012 | Sony Music                                    | 872544592          | CD      |
| Lucio Battisti Remastered                    | 2018 | Sony Music / Gruppo Arnoldo Mondadori Editore | 18SC0007/25        | CD      |
| Lucio Battisti in vinile                     | 2018 | Sony Music / RCS Mediagroup                   |                    | LP      |
| I singoli 1966-1968                          | 2018 | Sony Music / RCA                              | 19075899727-1/4    | 45 giri |
| I singoli 1969-1970                          | 2018 | Sony Music / RCA                              | 19075833377-1/5    | 45 giri |
| Lucio Battisti - 45 giri                     | 2019 | Sony Music / RCS Mediagroup                   | LB 1/22            | 45 giri |

## Discografia fuori dall'Italia
Cantato in lingua straniera
     Solo alcuni brani cantati in lingua straniera

### Francia

#### Album
| Titolo                                                | Anno | Etichetta          | Numero di catalogo |
| ----------------------------------------------------- | ---- | ------------------ | ------------------ |
| I giardini di marzo                                   | 1972 | Numero Uno / Vogue | LDM 30120          |
| Il mio canto libero                                   | 1973 | Numero Uno / Vogue | LDM 30164          |
| Il nostro caro angelo                                 | 1974 | Numero Uno / Vogue | LDM 30254          |
| Anima latina                                          | 1974 | Numero Uno / Vogue | LDM 30282          |
| Lucio Battisti, la batteria, il contrabasso, eccetera | 1976 | Numero Uno         | FPL1 0136          |
| Io tu noi tutti                                       | 1977 | Numero Uno         | PL 34006           |
| Una donna per amico                                   | 1979 | Numero Uno         | PL 34036           |
| Una giornata uggiosa                                  | 1980 | Numero Uno         | PL 34084           |

#### Singoli
| Titolo                                        | Anno | Etichetta          | Numero di catalogo |
| --------------------------------------------- | ---- | ------------------ | ------------------ |
| Un'avventura/Non è Francesca                  | 1969 | Ricordi / AZ       | SG 65              |
| La canzone del sole/Anche per te              | 1972 | Numero Uno / Vogue | NUV 4092           |
| Les jardines de septembre/Toujours plus belle | 1972 | Numero Uno / Vogue | NUV 4166           |
| Il mio canto libero/Confusione                | 1972 | Numero Uno / Vogue | NUV 4227           |
| Ma chanson de liberté/Vento nel vento         | 1973 | Numero Uno / Vogue | NU 3047            |
| Ancora tu/La compagnia                        | 1976 | Numero Uno         | 42561              |
| Il veliero/Io ti venderei                     | 1976 | Numero Uno         | 42573              |
| Amarsi un po'/Sì, viaggiare                   | 1977 | Numero Uno         | PB 7004            |
| Una donna per amico/Nessun dolore             | 1978 | Numero Uno         | PB 7110            |
| Una giornata uggiosa/Con il nastro rosa       | 1980 | Numero Uno         | ZBN 7178           |

### Germania

#### Album
| Titolo                                                | Anno | Etichetta           | Numero di catalogo |
| ----------------------------------------------------- | ---- | ------------------- | ------------------ |
| Emozioni                                              | 1971 | Ricordi             | 2324 010           |
| Il mio canto libero                                   | 1973 | Numero Uno          | UNL 401            |
| Unser Lieber Engel                                    | 1974 | Numero Uno          | UNL 406            |
| Unser Freies Lied                                     | 1974 | Numero Uno          | UNL 407            |
| Anima latina                                          | 1974 | Numero Uno          | 6.22155            |
| The Original Lucio Battisti                           | 1976 | Metronome / Ricordi | 0045.003           |
| Amore e non amore                                     | 1976 | Metronome / Ricordi | 0045.006           |
| Lucio Battisti, la batteria, il contrabasso, eccetera | 1976 | Numero Uno          | 6.22652            |
| Io tu noi tutti                                       | 1977 | Numero Uno          | PL 34006           |
| Una donna per amico                                   | 1978 | Numero Uno          | PL 34036           |
| Una giornata uggiosa                                  | 1980 | Numero Uno          | PL 34084           |
| E già                                                 | 1982 | Numero Uno          | PL 34182           |
| Don Giovanni                                          | 1986 | Numero Uno          | PL 70991           |

#### Singoli
| Titolo                                        | Anno | Etichetta  | Numero di catalogo |
| --------------------------------------------- | ---- | ---------- | ------------------ |
| Mi ritorni in mente/7 e 40                    | 1969 | Ricordi    | 2020 002           |
| Fiori rosa, fiori di pesco/Il tempo di morire | 1970 | Ricordi    | 2020 020           |
| Emozioni/Anna                                 | 1970 | Ricordi    | 2020 028           |
| Pensieri e parole/Insieme a te sto bene       | 1971 | Ricordi    | 2020 041           |
| Dio mio no/Era                                | 1971 | Ricordi    | 2020 045           |
| La canzone del sole/Anche per te              | 1972 | Numero Uno | 50-16 161          |
| I giardini di marzo/Comunque bella            | 1972 | Numero Uno | 50-16 187          |
| Il mio canto libero/Confusione                | 1973 | Numero Uno | 50-16 263          |
| La collina dei ciliegi/Il nostro caro angelo  | 1974 | Numero Uno | 50-16 389          |
| Luci-ah/Du bist trotzdem schön                | 1974 | Numero Uno | 50-16 400          |
| Ancora tu/Dove arriva quel cespuglio          | 1976 | Numero Uno | ZN 50345           |
| Amarsi un po'/Sì, viaggiare                   | 1977 | Numero Uno | PB 7004            |
| Una donna per amico/Nessun dolore             | 1978 | Numero Uno | PB 7110            |
| Una giornata uggiosa/Con il nastro rosa       | 1980 | Numero Uno | ZBN 7178           |

### Regno Unito

#### Album
| Titolo                                                | Anno | Etichetta  | Numero di catalogo |
| ----------------------------------------------------- | ---- | ---------- | ------------------ |
| Il mio canto libero                                   | 1973 | Columbia   | SCX 6540           |
| Lucio Battisti, la batteria, il contrabasso, eccetera | 1976 | Numero Uno | ZSLN 55685         |
| Images                                                | 1977 | RCA Victor | PL 31839           |

#### Singoli
| Titolo               | Anno | Etichetta  | Numero di catalogo |
| -------------------- | ---- | ---------- | ------------------ |
| To Feel In Love/Only | 1977 | RCA Victor | PB 6129            |
| Baby It's You/Lady   | 1979 | RCA Victor | PB 9439            |

### Spagna

#### Album
| Titolo                                                | Anno | Etichetta          | Numero di catalogo |
| ----------------------------------------------------- | ---- | ------------------ | ------------------ |
| Mi libre canción                                      | 1973 | RCA Victor         | LSP 10497          |
| Nuestro querido angel                                 | 1974 | RCA Victor         | TPL1 9061          |
| Superbattisti                                         | 1974 | Ricordi / Hispavox | 500-69/70          |
| Umanamente hombre: el sueño                           | 1974 | RCA Victor         | SPL1-9169          |
| Anima latina                                          | 1974 | RCA Victor         | SPL1-9196          |
| Lucio Battisti, la batteria, il contrabasso, eccetera | 1976 | RCA Victor         | SPL1-9334          |
| Emociones                                             | 1977 | Numero Uno         | PL 31287           |
| Yo tú nosotros todos                                  | 1977 | Numero Uno         | PL 34006           |
| Una donna per amico                                   | 1978 | Numero Uno         | PL 34036           |
| Amore e non amore                                     | 1979 | Ricordi / Hispavox | S 20.037           |
| Una triste jornada                                    | 1980 | Numero Uno         | PL 31519           |
| Y ya                                                  | 1982 | Numero Uno         | PL 34182           |

#### Singoli
| Titolo                                                 | Anno | Etichetta         | Numero di catalogo |
| ------------------------------------------------------ | ---- | ----------------- | ------------------ |
| Prigioniero del mondo/Balla Linda                      | 1968 | Philips           | 360 184 PF         |
| Un'avventura/Non è Francesca                           | 1969 | Philips           | 360 240 PF         |
| Dieci ragazze/Acqua azzurra, acqua chiara              | 1969 | Philips           | 360 254 PF         |
| Mi ritorni in mente/7 e 40                             | 1969 | Philips           | 53 60 298          |
| Emozioni/Anna                                          | 1970 | Ricordi           | 2020 028           |
| Pensieri e parole/Insieme a te sto bene                | 1971 | Ricordi / Polydor | 2020 041           |
| La canción del sol/Aunque por ti                       | 1971 | RCA Victor        | 3-10661            |
| Mi libre canción/Confusión                             | 1973 | RCA Victor        | 3-10863            |
| La colina de las cerezas / Nuestro querido angel       | 1974 | RCA Victor        | TPBO 9049          |
| Mi libre canción/Io vorrei... non vorrei... ma se vuoi | 1974 | RCA Victor        | TPBO 9104          |
| La colina de las cerezas/Il nostro caro angelo         | 1974 | RCA Victor        | TPBO 9118          |
| El jardín de marzo/La canción del sol                  | 1974 | RCA Victor        | SPBO 9176          |
| Anima latina/Due mondi                                 | 1974 | RCA Victor        | SPBO 9264          |
| De nuevo tú/Donde llega aquella zarza                  | 1976 | RCA Victor        | SPBO 9389          |
| Respirando/El velero                                   | 1976 | Numero Uno        | PB 6059            |
| Sentir amor/Sí, Viajando                               | 1977 | Numero Uno        | PB 6096            |
| Viajar/Amarse un poco                                  | 1977 | Numero Uno        | PB 7004            |
| Una donna per amico/Nessun dolore                      | 1978 | Numero Uno        | PB 7110            |
| Una muchacha por amigo/Ningún dolor                    | 1978 | Numero Uno        | PB 6324            |
| Una triste jornada/La cinta rosa                       | 1980 | Numero Uno        | PB 6461            |
| Y ya/Extranjero                                        | 1982 | Numero Uno        | PB 7287            |

### Stati Uniti

#### Album
| Titolo                     | Anno | Etichetta            | Numero di catalogo |
| -------------------------- | ---- | -------------------- | ------------------ |
| The Best of Lucio Battisti | 1973 | Peters International | PI-LPS 4021        |
| Images                     | 1977 | RCA                  | TFL1-1839          |
| Una donna per amico        | 1979 | Peters International | PLD 4232           |

#### Singoli
| Titolo                            | Anno | Etichetta            | Numero di catalogo |
| --------------------------------- | ---- | -------------------- | ------------------ |
| Il veliero/Respirando             | 1976 | Peters International | PI 441             |
| Amarsi un po'/Sì, viaggiare       | 1977 | Peters International | PI 448             |
| A Song To Feel Alive/Only         | 1977 | RCA                  | PB 11079           |
| Una donna per amico/Nessun dolore | 1979 | Peters International | PI 459             |

## Partecipazioni
| Titolo                                        | Anno        | Crediti                                | Insieme a          | Pubblicazione                                                                             |
| --------------------------------------------- | ----------- | -------------------------------------- | ------------------ | ----------------------------------------------------------------------------------------- |
| Quando verrà l'inverno                        | 1963        | chitarra                               | Enrico Pianori     | Quando verrà l'inverno/Ricordi di una vita già vissuta                                    |
| Ricordi di una vita già vissuta               | 1963        | chitarra                               | Enrico Pianori     | Quando verrà l'inverno/Ricordi di una vita già vissuta                                    |
| Ombre della mia stanza                        | 1964        | chitarra                               | Enrico Pianori     | Ombre della mia stanza/Se fu amore                                                        |
| Se fu amore                                   | 1964        | chitarra                               | Enrico Pianori     | Ombre della mia stanza/Se fu amore                                                        |
| Forget domani                                 | 1965        | chitarra, mandolino e cori             | I Campioni         | Disco Tris                                                                                |
| Vieni al mare                                 | 1965        | chitarra, mandolino e cori             | I Campioni         | Disco Tris                                                                                |
| Sei la sola                                   | 1965        | chitarra, mandolino e cori             | I Campioni         | Disco Tris                                                                                |
| Se rimani con me                              | 1965        | chitarra e cori                        | Dik Dik            | Canzoni sulla spiaggia; 1-2-3/Se rimani con me (1966)                                     |
| Adesso sì                                     | 1966        | voce solista                           | –                  | Sanremo '66                                                                               |
| Splendore nell'erba                           | 1966        | chitarra e cori                        | Ornella Vanoni     | Io ti darò di più/Splendore nell'erba                                                     |
| Dolce di giorno                               | 1966        | chitarra e cori                        | Dik Dik            | Sognando la California/Dolce di giorno; I Dik Dik (1967)                                  |
| Tu non ridi più                               | 1966        | chitarra e cori                        | I Campioni         | Tu non ridi più/Non farla piangere                                                        |
| Non farla piangere                            | 1966        | chitarra e cori                        | I Campioni         | Tu non ridi più/Non farla piangere                                                        |
| Ciò che voglio                                | 1966        | cori                                   | Roby Matano        | Ciò che voglio/Se ti va                                                                   |
| Se ti va                                      | 1966        | cori                                   | Roby Matano        | Ciò che voglio/Se ti va                                                                   |
| Quando torno a casa                           | 1967        | chitarra e cori                        | I Campioni         | Quando torno a casa/Non c'è bisogno di parlare                                            |
| Non c'è bisogno di parlare                    | 1967        | chitarra e cori                        | I Campioni         | Quando torno a casa/Non c'è bisogno di parlare                                            |
| La storia del nostro amore                    | 1967        | chitarra                               | Roberto Matano     | The Price of Gold/La storia del nostro amore                                              |
| Ladro                                         | 1967        | intervento solista                     | Equipe 84          | Nel cuore nell'anima/Ladro; Stereoequipe (1968)                                           |
| Guardo te e vedo mio figlio                   | 1967        | chitarra, batteria, percussioni e cori | Dik Dik            | I Dik Dik; Senza luce/Guardo te e vedo mio figlio                                         |
| Windy                                         | 1967        | cori                                   | Dik Dik            | I Dik Dik; Inno/Windy                                                                     |
| Cado giù                                      | 1967        | cori                                   | Dik Dik            | I Dik Dik                                                                                 |
| Serenella                                     | 1967        | cori                                   | Dik Dik            | I Dik Dik                                                                                 |
| Il mondo è con noi                            | 1967        | cori                                   | Dik Dik            | I Dik Dik; Il mondo è con noi/Se io fossi un falegname                                    |
| Inno                                          | 1967        | cori                                   | Dik Dik            | I Dik Dik; Inno/Windy                                                                     |
| Nel 1303                                      | 1967        | cori                                   | Dik Dik            | I Dik Dik                                                                                 |
| Non è Francesca                               | 1967        | basso                                  | I Balordi          | Non è Francesca/Guardando te                                                              |
| Il Circolo Pickwick (sigla finale)            | 1968        | chitarra                               | Gigi Proietti      | Lo spettacolo alla televisione e alla radio                                               |
| Il paradiso della vita                        | 1968        | chitarra, basso, percussioni e cori    | La Ragazza 77      | Il paradiso della vita/Un giorno mille anni                                               |
| Il vento                                      | 1968        | chitarra e cori                        | Dik Dik            | Il vento/L'esquimese; Il primo giorno di primavera e altri successi (1969)                |
| L'esquimese                                   | 1968        | chitarra e cori                        | Dik Dik            | Il vento/L'esquimese                                                                      |
| Io vivrò (senza te)                           | 1968        | organo Hammond                         | The Rokes          | The Rokes; Lascia l'ultimo ballo per me/Io vivrò (senza te)                               |
| Nel sole, nel vento, nel sorriso e nel pianto | 1968        | pianoforte e cori                      | I Ribelli          | I Ribelli; Come sempre/Nel sole, nel vento, nel sorriso e nel pianto                      |
| Eleonora credi                                | 1968        | cori                                   | Dik Dik            | Dimenticherai/Eleonora credi; Il primo giorno di primavera e altri successi (1969)        |
| Le formiche                                   | 1968        | chitarra acustica e cori               | Wilma Goich        | Tu cuore mio/Le formiche                                                                  |
| Zucchero                                      | 1969        | cori                                   | Dik Dik            | Zucchero/Piccola arancia; Sanremo '69                                                     |
| Se tu ragazzo mio                             | 1969        | chitarra e cori                        | Ambra Borelli      | Sanremo '69                                                                               |
| Il gioco dell'amore                           | 1969        | chitarra                               | Ambra Borelli      | Sanremo '69                                                                               |
| Mela acerba                                   | 1969        | chitarra, cori e intervento solista    | Ambra Borelli      | Mela acerba/La mosca bianca                                                               |
| Questo folle sentimento                       | 1969        | cori                                   | Formula 3          | Questo folle sentimento/Avevo una bambola; Dies Irae (1970)                               |
| Dai... treno dai!                             | 1969        | chitarra acustica                      | Alpha Centauri     | Dai... treno dai!/Immagine bianca                                                         |
| Immagine bianca                               | 1969        | chitarra acustica                      | Alpha Centauri     | Dai... treno dai!/Immagine bianca                                                         |
| Il primo giorno di primavera                  | 1969        | cori e chitarra acustica               | Dik Dik            | Il primo giorno di primavera e altri successi; Il primo giorno di primavera/Nuvola bianca |
| Nel cuore, nell'anima                         | 1969        | cori e chitarra acustica               | Dik Dik            | Il primo giorno di primavera e altri successi                                             |
| Nuvola bianca                                 | 1969        | cori e chitarra acustica               | Dik Dik            | Il primo giorno di primavera e altri successi; Il primo giorno di primavera/Nuvola bianca |
| Piccola arancia                               | 1969        | cori, chitarra acustica ed elettrica   | Dik Dik            | Il primo giorno di primavera e altri successi; Zucchero/Piccola arancia                   |
| Primavera primavera                           | 1969        | cori                                   | Dik Dik            | Il primo giorno di primavera e altri successi; Primavera primavera/Sogni proibiti         |
| Sheila                                        | 1969        | cori                                   | Dik Dik            | Il primo giorno di primavera e altri successi                                             |
| Senza lei                                     | 1969        | cori                                   | Dik Dik            | Il primo giorno di primavera e altri successi                                             |
| Sogni proibiti                                | 1969        | cori                                   | Dik Dik            | Il primo giorno di primavera e altri successi; Primavera primavera/Sogni proibiti         |
| L'aereo parte                                 | 1969        | chitarra acustica e cori               | Tony Renis         | L'aereo parte/Un ragazzo che ti ama                                                       |
| La prima cosa bella                           | 1970        | chitarra acustica                      | Nicola Di Bari     | La prima cosa bella/...e lavorare                                                         |
| Insieme                                       | 1970        | pianoforte                             | Mina               | Insieme/Viva lei                                                                          |
| Ho camminato                                  | 1970        | chitarra                               | Michele            | Ho camminato/Morirò domani                                                                |
| Io mi fermo qui                               | 1970        | cori                                   | Dik Dik            | L'isola di Wight, Io mi fermo qui ed altri successi; Io mi fermo qui/Restare bambino      |
| Restare bambino                               | 1970        | cori                                   | Dik Dik            | L'isola di Wight, Io mi fermo qui ed altri successi; Io mi fermo qui/Restare bambino      |
| Io ritorno solo                               | 1970        | Clavinet e cori                        | Formula 3          | Io ritorno solo/Nanananò                                                                  |
| Nanananò                                      | 1970        | cori                                   | Formula 3          | Io ritorno solo/Nanananò                                                                  |
| Io e te da soli                               | 1970        | pianoforte                             | Mina               | Io e te da soli/Credi                                                                     |
| Mary oh Mary                                  | 1970        | chitarra acustica                      | Bruno Lauzi        | Bruno Lauzi; Mary oh Mary/...e penso a te                                                 |
| La folle corsa (parte I)                      | 1971        | chitarra acustica e cori               | Formula 3          | La folle corsa (parte I)/La folle corsa (parte II)                                        |
| Amor mio                                      | 1971        | chitarra acustica                      | Mina               | Amor mio/Capirò                                                                           |
| Vendo casa                                    | 1971        | cori, chitarra acustica ed elettrica   | Dik Dik            | Vendo casa/Paura                                                                          |
| Nessuno, nessuno                              | 1971        | cori                                   | Formula 3          | Formula 3; Nessuno nessuno/Eppur mi son scordato di te                                    |
| Eppur mi son scordato di te                   | 1971        | chitarra acustica e cori               | Formula 3          | Formula 3; Nessuno nessuno/Eppur mi son scordato di te                                    |
| L'aquila                                      | 1971        | percussioni e cori                     | Bruno Lauzi        | Amore caro amore bello; L'aquila/Devo assolutamente sapere                                |
| Il mio bambino                                | 1972        | chitarra acustica                      | Iva Zanicchi       | Fantasia; Ma che amore/Il mio bambino                                                     |
| Io mamma                                      | 1972        | chitarra e cori                        | Sara               | Io mamma/Ti perdono                                                                       |
| Sognando e risognando (vers. singolo)         | 1972        | cori                                   | Formula 3          | Sognando e risognando/Storia di un uomo e una donna                                       |
| È ancora giorno                               | 1972        | cori                                   | Adriano Pappalardo | Adriano Pappalardo; È ancora giorno/Senza anima                                           |
| Sognando e risognando                         | 1972        | cori                                   | Formula 3          | Sognando e risognando                                                                     |
| Storia di un uomo e una donna                 | 1972        | chitarra acustica e seconda voce       | Formula 3          | Sognando e risognando; Sognando e risognando/Storia di un uomo e una donna                |
| Sotto il carbone                              | 1972        | percussioni e chitarra                 | Bruno Lauzi        | Sotto il carbone/Il mondo cambia colori                                                   |
| Es aún de día                                 | 1973        | cori                                   | Adriano Pappalardo | Una mujer/Es aún de día                                                                   |
| Our Dear Angel                                | 1973        | charleston, rullante e percussioni     | Marva Jan Marrow   | Our Dear Angel/Go Man                                                                     |
| Signorina                                     | 1983        | chitarre e synth                       | Adriano Pappalardo | Oh! Era ora; Oh! Era ora/Signorina                                                        |
| Vanessa moda gaia                             | 1983        | chitarre e synth                       | Adriano Pappalardo | Oh! Era ora                                                                               |
| Breve la vita felice                          | 1983        | chitarre e synth                       | Adriano Pappalardo | Oh! Era ora                                                                               |
| Puoi toccarmi tutto a me                      | 1983        | chitarre e synth                       | Adriano Pappalardo | Oh! Era ora                                                                               |
| Caroline e l'uomo nero                        | 1983        | chitarre e synth                       | Adriano Pappalardo | Oh! Era ora                                                                               |
| Questa storia                                 | 1983        | chitarre e synth                       | Adriano Pappalardo | Oh! Era ora                                                                               |
| Io chi è                                      | 1983        | chitarre e synth                       | Adriano Pappalardo | Oh! Era ora                                                                               |
| Oh! Era ora                                   | 1983        | basso, chitarre e synth                | Adriano Pappalardo | Oh! Era ora; Oh! Era ora/Signorina                                                        |
| Medley con Lucio Battisti                     | 1993 (1972) | duetto                                 | Mina               | Signori... Mina! vol. 1                                                                   |

## Video musicali
- 1972 – La canzone del sole
- 1975 – Ancora tu, di Ruggero Miti e Cesare Montalbetti
- 1975 – La compagnia, di Ruggero Miti e Cesare Montalbetti (inedito)
- 1978 – Sì, viaggiare, nel programma Numéro un su TF1
- 1979 – Una donna per amico, nel programma Musik & Gäste su TV Svizzera
- 1980 – Una giornata uggiosa, di Ilvio Gallo (perduto)
- 1986 – Le cose che pensano, di Milo Manara e Vincenzo Mollica
- 1988 – L'apparenza, di Vincenzo Mollica (montaggio di spezzoni da L'uomo invisibile)
- 1994 – Hegel, di Giandomenico Curi
- 1994 – La bellezza riunita, di Giandomenico Curi